# 21739 Annekeschwob
21739 Annekeschwob è un asteroide della fascia principale. Scoperto nel 1999, presenta un'orbita caratterizzata da un semiasse maggiore pari a 2,2804914 UA e da un'eccentricità di 0,0798763, inclinata di 3,27257° rispetto all'eclittica.